# Ступинский историко-краеведческий музей
Ступинский историко-краеведческий музей — центральный исторический музей города Ступино и Ступинского района Московской области.

## История
Решение «О создании Ступинского историко-краеведческого музея на общественных началах» было принято исполкомом городского Совета народных депутатов 13 февраля 1987 г. Хотя собирание музейных предметов началось задолго до открытия музея.
В основу 1-й экспозиции была положена выставка, открытая в районном Доме культуры 25 апреля 1985 г. к 40-летию Победы в Великой Отечественной войне. А с 10 октября 1991г. музей стал городским учреждением культуры.

## Фонды и отделы
В экспозиции музея работают разделы об историческом прошлом Ступинского края, о первостроителях города, зал природы, раздел по археологии и быту крестьян.
Ступинский Историко-Краеведческий музей обладает разнообразными коллекциями: нумизматики, произведений изобразительного искусства и декоративно-прикладного творчества, фотографий и документальных материалов. Фонды насчитывают более 8 тыс. единиц хранения, среди них 721 единица хранения относится к периоду с конца XVIII в. — по 1980 г.
В числе наиболее ранних — документы волостной конторы графов Орловых конца XVIII-начала XIX вв.: ведомости о посеве и урожае хлеба и картофеля (в виде таблиц) с указанием числа душ, вотчины, фамилии владельца; книга записи выдаваемых крестьянам денег, муки в число заработка; квитанции о приеме в земском суде денег от крестьян; решение-приговор мирского схода о рекрутстве; свидетельства об увольнении крестьян из ополчения и т. д.
В музее имеются документы о развитии края до 1861 г., о положении крестьян в XVIII в. (с. Хатунь); о промыслах в конце XIX в. и начале XX в., о появлении мануфактур (в с. Малино, в с. Мещеринове), о разорении крестьян.
Сохранилась рукописная «Опись церковного и ризничного имущества Троицкого Белопесоцкого монастыря» начала XX в.
В музее собраны документы по истории революционного движения за 1905—1917 гг.: автобиографии, удостоверения, грамоты, мандаты, воспоминания, фотографии.
Советский период нашел отражение в документах о создании первых сельхозартелей: «Объединенный труд», «Путь Ильича», «Отрада» и др.
Есть сведения о развитии народного образования и культуры: о первом учителе Першине М. Г., о первом редакторе газеты «Электровоз» Тришине-Одоеве Н. Н., о Горлове Д. В. — заслуженном художнике РСФСР.
Музей хранит документы периода Великой Отечественной войны о Героях Советского Союза: Ачкасове С. В., Бахареве И. И., Полякове В. Ф., Онопченко Н. М. и др., а также о полных Кавалерах Ордена Славы: Жеребцове П. Н., Овсяннике П. М., Санфирове П. П.
Имеется переписка Санфирова П. П. с К. М. Симоновым о его участии в документальном фильме «Шел солдат» и телефильме «Солдатские мундиры» К. Симонова. Хранится и письмо Санфирова П. П. Президенту Французской Республики г-ну Жискару д’Эстэну от 10.06.1980 г. (о мире и дружбе между народами).
В музее хранится коллекция фотографий Е. Александрова, Н. М. Овчинникова, отражающих историю строительства города и района, производственную деятельность, общественную жизнь, учёбу, отдых школьников и трудящихся.